# Autoput A1 (Bosnia ed Erzegovina)
L'Autoput A1  (in italiano "autostrada A1") è un'autostrada della Bosnia ed Erzegovina in fase di costruzione e pianificazione, che attualmente connette Tarčin con Zenica, parte della strada europea E73 che collega Budapest con il mar Adriatico.
Una volta completata collegherà la località di Svilaj nei pressi di Odžak, e l'autostrada croata A5, nei pressi del confine croato, con il villaggio di Bijača (nel comune di Ljubuški), sul confine meridionale tra Bosnia ed Erzegovina e Croazia, collegandosi con l'autostrada A10 e passando per importanti città come Doboj, Zenica, Sarajevo e Mostar.

## Storia

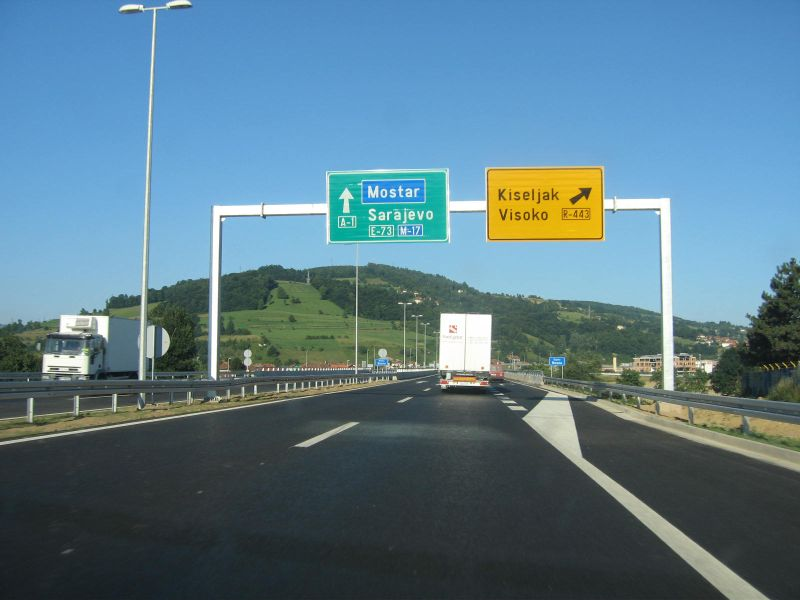
Lo svincolo di Kiseljak-Visoko.

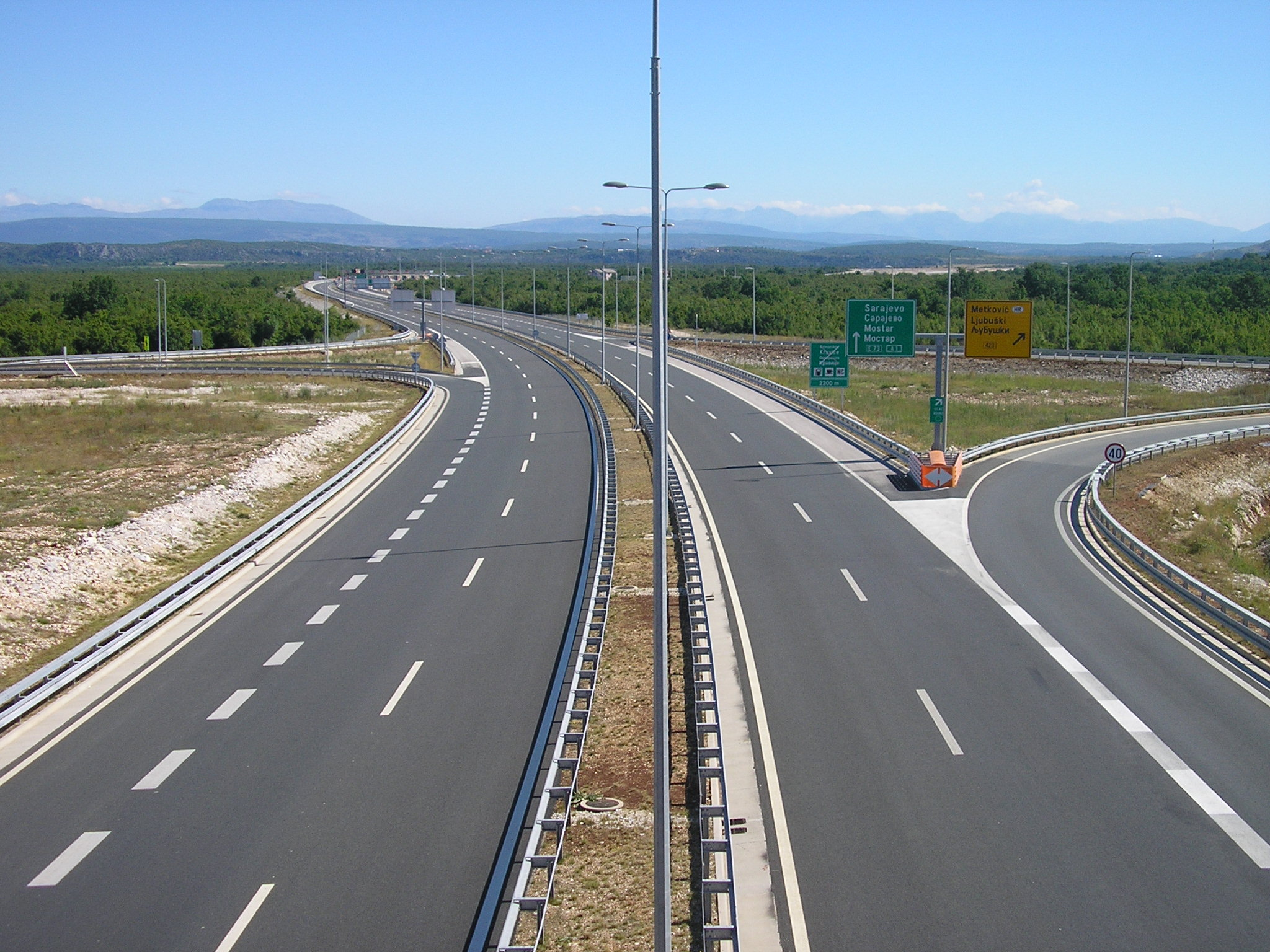
Lo svincolo nei pressi di Bijača.

L'autostrada A1 venne definita come ramo C del corridoio europeo V (corrispondente alla strada E73) dalla Conferenza Europea dei Ministri dei Trasporti (CEMT) riunitisi a Helsinki nel 1997. La realizzazione dell'infrastruttura è stata suddivisa in 4 lotti:
- Lotto 1: Confine con la Croazia a Svilaj - Doboj-jug (sud), località Karuše: 64 km
- Lotto 2: Doboj-jug (Karuše) - Sarajevo-jug (sud), località Tarčin: 150 km
- Lotto 3: Sarajevo-jug (Tarčin) - Mostar-sjever (nord): 58 km
- Lotto 4: Mostar-sjever  - Confine con la Croazia a Bijača: 68 km

I lavori di costruzione sono iniziati nel 2001 nella tratta Jošanica-Podlugovi; questa, lunga 11,5 km, è stata completata nel 2003.
Il 20 giugno 2013 i 5 km tra Bijača e Kravice sono stati aperti al pubblico. Un nuovo varco di confine con la Croazia è stato aperto il 28 giugno.
A giugno 2019 l'autostrada è stata realizzata in queste due sezioni per un totale di 108 km.
Il finanziamento dell'opera è stato assicurato dal bilancio della Federazione di Bosnia ed Erzegovina, dalla Banca europea degli investimenti (BEI), dal Fondo del Kuwait per lo sviluppo economico arabo (KFAED), dalla Banca europea per la ricostruzione e lo sviluppo (BERS), dall'Impresa pubblica dell'Autostrada della Bosnia ed Erzegovina e dalla Banca centrale europea (BCE); inoltre sono in corso negoziati con l'OPEC per il finanziamento di alcune tratte.

## Tracciato
| SVILAJ - BIJAČA |                                                                   |       | |                |
| Tipo            | Destinazione                                                      | Km    | Note | Strada europea |
|                 | Confine Autocesta A5                                              | 0,0   | |                |
|                 | Barriera "Svilaj"                                                 | 0,0   | |                |
|                 | Svilaj Strada statale 14-1                                        | 0,0   | |                |
|                 | Odžak Strada statale 14-1                                         | 9,5   | |                |
|                 | Vukosavlje Modriča Strada statale 14-1                            | 16,5  | Tratta non ancora realizzata. Tra Odžak e Modriča il percorso attuale continua sulla Strada statale 14-1, tra Modriča e Drivuša continua sulla Strada statale 17.   |                |
|                 | Podnovlje Strada statale 14-1                                     | 32,8  | Tratta non ancora realizzata. Tra Odžak e Modriča il percorso attuale continua sulla Strada statale 14-1, tra Modriča e Drivuša continua sulla Strada statale 17.   |                |
|                 | Johovac Strada statale 17-2                                       | 46,4  | Tratta non ancora realizzata. Tra Odžak e Modriča il percorso attuale continua sulla Strada statale 14-1, tra Modriča e Drivuša continua sulla Strada statale 17.   |                |
|                 | Rudanka Doboj-sjever Strada statale 16-1 Strada statale 17        | 53,1  | Tratta non ancora realizzata. Tra Odžak e Modriča il percorso attuale continua sulla Strada statale 14-1, tra Modriča e Drivuša continua sulla Strada statale 17.   |                |
|                 | Karuše Doboj-jug, Tešanj-sjever Strada statale 4                  | 63,1  | Tratta non ancora realizzata. Tra Odžak e Modriča il percorso attuale continua sulla Strada statale 14-1, tra Modriča e Drivuša continua sulla Strada statale 17.   |                |
|                 | Medakovo Tešanj-jug                                               | 67,5  | Tratta non ancora realizzata. Tra Odžak e Modriča il percorso attuale continua sulla Strada statale 14-1, tra Modriča e Drivuša continua sulla Strada statale 17.   |                |
|                 | Ozimica Strada statale 17                                         | 88,4  | Tratta non ancora realizzata. Tra Odžak e Modriča il percorso attuale continua sulla Strada statale 14-1, tra Modriča e Drivuša continua sulla Strada statale 17.   |                |
|                 | Poprikuše                                                         | 101,4 | Tratta non ancora realizzata. Tra Odžak e Modriča il percorso attuale continua sulla Strada statale 14-1, tra Modriča e Drivuša continua sulla Strada statale 17.   |                |
|                 | Nemila                                                            | 109,4 | Tratta non ancora realizzata. Tra Odžak e Modriča il percorso attuale continua sulla Strada statale 14-1, tra Modriča e Drivuša continua sulla Strada statale 17.   |                |
|                 | Gračanica Zenica-sjever                                           | 122,0 | Tratta non ancora realizzata. Tra Odžak e Modriča il percorso attuale continua sulla Strada statale 14-1, tra Modriča e Drivuša continua sulla Strada statale 17.   |                |
|                 | Drivuša Zenica-jug Strada statale 17                              | 130,3 | |                |
|                 | Lašva Strada statale 5 Travnik                                    | 136,2 | |                |
|                 | Kakanj                                                            | 144,6 | |                |
|                 | Kiseljak Visoko                                                   | 161,4 | |                |
|                 | Podlugovi                                                         | 168,6 | |                |
|                 | Area di sosta "Podlugovi"                                         | 169,8 | |                |
|                 | Barriera "Jošanica"                                               | 179,7 | |                |
|                 | Jošanica Sarajevo-sjever Strada statale 5 Strada statale 18 Tuzla | 180,3 | |                |
|                 | Butila Strada statale 5 Sarajevo                                  | 185,1 | |                |
|                 | Sarajevo-zapad                                                    | 189,1 | |                |
|                 | Barriera "Vlakovo"                                                | 193,0 | |                |
|                 | Lepenica                                                          | 198,5 | |                |
|                 | Area di sosta "Lepenica"                                          | --,-  | |                |
|                 | Tarčin Strada statale 17                                          | 208,0 | |                |
|                 | Konjic                                                            | --,-  | Tratta non ancora realizzata. Tra Tarčin e Počitelj il percorso attuale continua sulla Strada statale 17, tra Počitelj e Zvirovići continua sulla Strada statale 6. |                |
|                 | Čelebići                                                          | --,-  | Tratta non ancora realizzata. Tra Tarčin e Počitelj il percorso attuale continua sulla Strada statale 17, tra Počitelj e Zvirovići continua sulla Strada statale 6. |                |
|                 | Jablanica Strada statale 16-2                                     | --,-  | Tratta non ancora realizzata. Tra Tarčin e Počitelj il percorso attuale continua sulla Strada statale 17, tra Počitelj e Zvirovići continua sulla Strada statale 6. |                |
|                 | Salakovac                                                         | --,-  | Tratta non ancora realizzata. Tra Tarčin e Počitelj il percorso attuale continua sulla Strada statale 17, tra Počitelj e Zvirovići continua sulla Strada statale 6. |                |
|                 | Potoci                                                            | --,-  | Tratta non ancora realizzata. Tra Tarčin e Počitelj il percorso attuale continua sulla Strada statale 17, tra Počitelj e Zvirovići continua sulla Strada statale 6. |                |
|                 | Mostar-sjever                                                     | --,-  | Tratta non ancora realizzata. Tra Tarčin e Počitelj il percorso attuale continua sulla Strada statale 17, tra Počitelj e Zvirovići continua sulla Strada statale 6. |                |
|                 | Mostar-jug Strada statale 16-1                                    | --,-  | Tratta non ancora realizzata. Tra Tarčin e Počitelj il percorso attuale continua sulla Strada statale 17, tra Počitelj e Zvirovići continua sulla Strada statale 6. |                |
|                 | Buna Strada statale 17-3                                          | --,-  | Tratta non ancora realizzata. Tra Tarčin e Počitelj il percorso attuale continua sulla Strada statale 17, tra Počitelj e Zvirovići continua sulla Strada statale 6. |                |
|                 | Počitelj Strada statale 6                                         | --,-  | Tratta non ancora realizzata. Tra Tarčin e Počitelj il percorso attuale continua sulla Strada statale 17, tra Počitelj e Zvirovići continua sulla Strada statale 6. |                |
|                 | Zvirovići Strada statale 6 Međugorje                              | 328,8 | |                |
|                 | Area di sosta "Kravica"                                           | --,-  | |                |
|                 | Metković Ljubuški                                                 | 337,5 | |                |
|                 | Barriera "Bijača"                                                 | --,-  | |                |
|                 | Confine Autocesta A10                                             | 340,0 | |                |

## Critiche al progetto

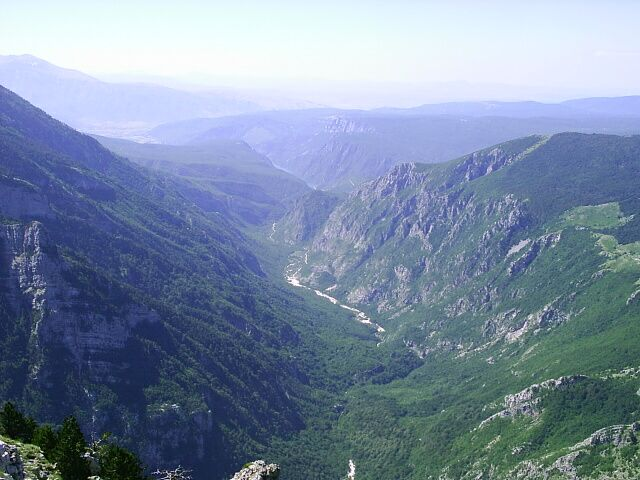
La valle Mostarska Bijela nel massiccio di Prenj: il controverso percorso della A1.

Sin dalla sua ideazione la costruzione dell'autostrada è stata oggetto di critiche e preoccupazioni da parte di associazioni ambientaliste, comunità locali e varie fazioni nel mondo accademico e dei media. I timori erano legati all'impatto su un ambiente già fortemente minacciato; in particolare desta preoccupazione l'impatto sul delicato ecosistema del paesaggio carsico della regione dinarica e sui suoi caratteristici biotipo, idrogeologia e topografia, nonché sul folklore e sulle tradizioni della popolazione locale.
Le criticità sono particolarmente evidenziate nella regione dell'Erzegovina dove sono più diffusi la topografia carsica e la biodiversità del Paese. Le sezioni dell'autostrada più esposte all'impatto  sono quelle nei pressi di Počitelj, Blagaj e il tratto passante per il massiccio di Prenj.
Percorsi alternativi sono stati proposti nelle tre tratte per minimizzare l'impatto ambientale dell'opera.